# Поляк, Евсей Исаакович
Евсе́й Исаа́кович По́ляк (при рождении Евсей Исаак-Айзикович Поляк; 3 мая 1908, Киев — 1970, там же) — советский шахматист, мастер спорта СССР (1950).

## Биография
Родился 3 мая (по старому стилю) 1908 года в Киеве, в семье фастовского мещанина Исаака-Айзика Залмановича (Зельмановича) Поляка (1872—?) и таращанской мещанки Эйди Овсеевны Поляк (в девичестве Ционской, 1877—?), заключивших брак 11 марта 1904 года там же. Участник многих первенств УССР; лучший результат в 1948 — 1—2-е место, но проиграл дополнительный матч А. Сокольскому; успешно выступал также в 1938 году — 3-е место; 1939 — 2-е; 1940 — 6—7-е; 1950 — 5-е; 1953 — 5—6-е; 1955 — 3—5-е, полуфиналов первенства СССР (XVII — 6—7-e, XVIII — 5—7-e). В 1938 году выиграл турнир первокатегорников СССР.
В годы Великой Отечественной войны находился в Перми, где работал в обкоме Химутильпромсоюза (в 1943—1946 годах — председатель) и выиграл чемпионат города 1944 года. В 1950-е годы занимал пост председателя Киевской городской шахматной федерации, работал тренером в «Авангарде» и киевском Дворце пионеров.
В составе сборной Украинской ССР участник 2-х чемпионатов СССР между командами союзных республик (1948, 4-е место и 1953, 5-е место), в составе ДСО «Медик» участник 2-х командных кубков СССР (1952, 5-е место и 1954, 3-е место).
Редактор ряда шахматных отделов.
Достиг успехов на тренерской работе, среди его учеников Л. Штейн, Э. Гуфельд, Ю. Николаевский.

## Книги
- Поляк, Е. И. Учитесь играть в шахматы. Киев, «Здоров’я», 1967. 167 с. с илл. — На укр. яз.
- Поляк Е. И. Шахматы. — Киев: Молодь, 1959. — На укр. яз.
- Поляк Е. И., Николаевский Ю. В. Учитесь играть в шахматы. — Киев: Веселка, 1973. — На укр. яз.